# Tobi Ewuosho
Mojeed Oluwatobi Ewuosho (Chicago, 8 augustus 1997) is een Amerikaans-Nigeriaans basketballer.

## Carrière
Ewuosho  speelde een seizoen collegebasketbal voor de Lewis&Clark Pioneers in het seizoen 2016/17. Hierna maakte hij de overstap naar de Alabama State Hornets waar hij nog drie seizoenen speelde. Hij werd niet gekozen in de NBA draft van 2020. In oktober 2020 tekende hij bij het Kosovaarse KB Trepca Mitrovice waar hij speelde tot in eind december 2020. In december 2021 tekende hij bij de Spaanse derdeklasser CB Carbajosa als vervanger van de geblesseerde Harrison Cleary.
Voor het seizoen 2022/23 tekende hij bij Imortal Albufeira uit Portugal. In het seizoen 2023/24 speelde hij opnieuw in de Portugese competitie ditmaal voor Esgueira Basket. Hij tekende voor het seizoen 2024/25 bij de Nederlandse eersteklasser Den Helder Suns waarmee hij een seizoen uitkwam in de BNXT League. In de zomer van 2025 maakte hij de overstap naar de Belgische eersteklasser Kangoeroes Mechelen waarmee hij opnieuw uitkwam in de BNXT League.